# Vologases I
Vologases I, död 78, var kung av Partherriket mellan 51 och 78 e.Kr. 